# Franklin Center (Chicago)
41°52′50″B 87°38′3″T / 41,88056°B 87,63417°T
Franklin Center hay tên cũ là AT&T Corporate Center là một tháp cao tầng tại Chicago, Illinois, Hoa Kỳ. Tòa nhà này cao 307 m, có 60 tầng. Tòa nhà được xây xong vào năm 1989 như là trung tâm dịch vụ của công ty viễn thông đa quốc gia at&t. Đây là tòa nhà cao thứ 34 thế giới đến thời điểm đầu năm 2008. Hiện nay, tòa nhà này cao thứ 5 ở Chicago và thứ 11 ở Hoa Kỳ.
Tòa nhà cao 1.007 ft (307 m) và có sức chứa 1.700.000 sq ft (160.000 m2) trong khu vực gần trung tâm thành phố Chicago. Có văn phòng và mặt bằng với các gian hàng bán lẻ và một nhà để xe. Tòa nhà nằm hai khối phía đông của sông Chicago và phía đông bắc của Tháp Willis với một địa chỉ chính là 227 West Monroe Street và một địa chỉ khác là 100 Street South Franklin.
Công ty bất động sản Tishman Speyer mua tòa nhà này vào năm 2004 và đổi tên thành Trung tâm Franklin trong năm 2007, tên này sau đó được áp dụng cho toàn bộ khu phức hợp.